# Epeolus melectiformis
Epeolus melectiformis  (лат.) — вид земляных пчёл-кукушек из рода Epeolus семейства Apidae. Дальний Восток России (Приморский край), Бурятия, Япония (Хоккайдо, Хонсю, Сикоку, Кюсю, Рюкю). Клептопаразиты пчёл вида Colletes esakii Hirashima (Colletidae). Максиллярные щупики 1-члениковые. У самок на 6-м стерните брюшка расположены ланцетовидные, мелко зазубренные отростки. В переднем крыле три радиомедиальных ячейки, 1-я из них много крупнее 3-й. Вершина радиальной ячейки (по форме она эллиптическая) удалена от переднего края крыла. Задние голени со шпорами. Длина 7—7,5 мм. У самцов 4—5-й стернит брюшка с вершинной бахромой из волосков.